# Commonwealth Arena and Sir Chris Hoy Velodrome
La Commonwealth Arena and Sir Chris Hoy Velodrome, chiamata per ragioni di sponsor Emirates Arena, è un'arena provvista di velodromo del distretto di Dalmarnock, a Glasgow (Regno Unito).
È stata costruita su un'area di 10,5 ettari dal 2009 al 2012 per i Giochi del Commonwealth del 2014, quando ha ospitato le competizioni di badminton e ciclismo su pista. Si trova di fronte al Celtic Park e ha ospitato diverse manifestazioni sportive.

## Arena coperta
L'arena coperta ha una capacità di 6.500 posti e dispone di una pista di atletica leggera indoor di 200 metri sollevata idraulicamente.
A partire dalla stagione 2012/13 è diventata la sede dei Glasgow Rocks, che militano nella massima serie della British Basketball League.
Con 1.500 posti a sedere aggiunti attorno alla pista di atletica, all'epoca divenne l'arena più grande della British Basketball League.
Nel 2015 la squadra britannica di Coppa Davis ha affrontato gli Stati Uniti al primo turno e l'Australia nella semifinale della Coppa Davis 2015, con il miglior tennista britannico e numero tre del mondo Andy Murray. La capacità dell'arena è stata ampliata a 8.200 posti per ospitare la semifinale contro il Belgio.
La Gran Bretagna ha giocato nuovamente nella Commonwealth Arena per la semifinale contro l'Argentina della Coppa Davis 2016.
Nel 2019 ho ospitato la 25ª edizione dei campionati europei di atletica leggera indoor. È stata scelta come una delle sedi per la fase a gruppi delle finali della Coppa Davis 2022.
Nel 2024 ha ospitato la 19ª edizione dei campionati del mondo di atletica leggera indoor.

## Velodromo
Il velodromo ha una pista coperta di 250 metri con una capacità di 2.500 posti (2.000 a sedere), ampliabile a 4.500 (4.000 a sedere), con posti a sedere temporanei durante i Giochi del Commonwealth. Il velodromo prende il nome dal ciclista scozzese Sir Chris Hoy, vincitore della medaglia d'oro olimpica e del Commonwealth, che all'epoca era l'atleta olimpico di maggior successo della Gran Bretagna.
È stato inaugurato il 6 ottobre 2012 e ha ospitato una sessione della Coppa del mondo di ciclismo su pista 2012-2013. Nell'agosto 2013 ha ospitato i Campionati del mondo di ciclismo su pista juniores. Dopo i Giochi del Commonwealth del 2014, ha ospitato i Campionati europei di ciclismo su pista 2018, che facevano parte dei primi Campionati europei.